# Brachyclados
Brachyclados là một chi thực vật có hoa trong họ Cúc (Asteraceae).

## Loài
Chi Brachyclados gồm các loài: